# ميشيل غاريوس
ميشيل غاريوس هي روائية وشاعرة لبنانية ولدت في بيروت في 1968. ألفت روايتين نشرتا في 2008 و2015 ومجموعات من الشعر نشرت في دار النشر اللبنانية والبلجيكية والفرنسية.

## حياتها
امرأة شابة مخطوبة، بدأت الكتابة في نهاية سنة 1990، وانتقلت إلى فرنسا وبلجيكا للمشاركة في حلقات العمل الكتابية.
ونشرت نصوصها لأول مرة في مجموعة من القصص القصيرة في عام 2004، ثم نشرت أول مجموعة من الشعر في دار النهار في بيروت في عام 2005. ونشرت مجموعة من النثر الشعري في بروكسل عام 2007. وومجموعتين في عام 2009 و2012. نشرت روايتها الأولى «رائحة اليآسمين» في بيروت في دار النهار. وفي 2015، نشرت روايتها الثانية.
يتركز عمل ميشيل غاريوس أساساً على محاكاة الطفولة قبل الحرب الأهلية اللبنانية وعلى مكانة المرأة في المجتمع اللبناني. إحدى رواياتها كانت مكرسة لولادة الحب في مرحلة الطفولة والمراهقة ثم إلى الزواج، على خلفية الحرب الأهلية اللبنانية والفترة التي تليها.

## الأعمال

### الشعر
- أغنية الكثبان الرملية (2004-2005 -جائزة التميز)
- الفصل العنصري (دار النهار 2005)-الشعر
- أومبر (الدوامة-بروكسل 2007)-النثر الشعري
- شرفة طفولتي (2007-جائزة الإبداع)
- فيفير (بروكسل 2009)-النثر الشعري
- الطوق الجوي (دار النهار 2010)-الشعر
- ميليشيات الحرب (2012) –النثر الشعري

### النثر
- رائحة الياسمين (دار النهار 2008)-رواية
- فجر النفس (2015)-رواية

## روابط خارجية
- http://catalogue.bnf.fr/ark:/12148/cb169664877
- http://id.loc.gov/authorities/names/nb2010008748.html